# Albertina Kassoma
Albertina da Cruz Kassoma (født 12. juni 1996) er en angolansk professionel håndboldspiller, som spiller for den angolansk håndboldklub Primeiro de Agosto og er en del af det angolanske håndboldlandshold.
Hun repræsentantede Angola ved VM i håndbold 2013 i Serbien og ved Sommer-OL 2016.
I 2018 blev hun udnævnt til at være den bedste spiller ved Afrikamesterskabet i håndbold 2018.